# وی۷۱۸ برساووش
وی۷۱۸ برساووش یک ستاره است که در صورت فلکی برساوش قرار دارد.